# Freebird Airlines
Freebird Airlines – turecka czarterowa linia lotnicza założona w czerwcu 2000. Rozpoczęła działalność w 2001 z flotą złożoną z 3 samolotów średniego zasięgu MD83.
Freebird wchodzi w skład Gözen Group, dostarczającej usługi, związane z obsługą naziemną w zakresie przedstawicielstwa, gospodarki paliwami, nadzoru, usług maklerskich i bezpieczeństwa. 
Freebird Airlines posiada certyfikat ISO I jest pierwszą w Turcji prywatną firmą lotniczą, która otrzymała certyfikat IOSA - Audyt Bezpieczeństwa Operacyjnego IATA.

## Flota
Według stanu na maj 2025 flota Freebird Airlines składała się z 86 samolotów o średnim wieku 16 lat:
| Samolot         | Samolot | Samolot   | Liczba miejsc | Liczba miejsc | Uwagi |
| Model           | Aktywne | Zamówione | E             | Łącznie       | Uwagi |
| --------------- | ------- | --------- | ------------- | ------------- | ----- |
| Airbus A320-200 | 15      | -         | 180           | 180           |       |
| Łącznie         | 15      | 0         |               |               |       |